# 犬甘貞知
犬甘 貞知（いぬかい さだとも）は、戦国時代の武将。

## 経歴・人物
小笠原貞慶家臣。天正10年（1582年）3月、武田氏が滅亡後および同年7月の本能寺の変後の二度にわたり主君の小笠原貞慶に従い、信濃に入り深志城奪還に与した。同年11月、貞慶が越後上杉氏と内通したという理由により会田岩下氏を討った際、貞知は組衆20騎を率いてこれに参陣した。